# Kazimierz Kuratowski
Kazimierz Kuratowski, poljski matematik, * 2. februar 1896, Varšava, Poljska, † 18. junij 1980, Varšava.

## Življenje in delo
Kuratowski je bil od leta 1927 profesor na lvovski politehniki v Lvovu, od leta 1934 pa na Univerzi v Varšavi. V letu 1945 je postal član Poljske akademije umetnosti (PAU) in leta 1952 član Poljske akademije znanosti (PAN). Med letoma 1948 in 1967 je bil predstojnik Matematičnega inštituta Poljske akademije znanosti. Bil je tudi dolgoletni predsednik Poljske in Mednarodne matematične zveze (IMU).
Največ je raziskoval v topologiji. Njegovi najbolj znani prispevki k matematiki so:
- označba Hausdorffovih prostorov v smislu aksiomov zaprtja,
- dokaz Kuratowski-Zornove leme,
- označba ravninskih grafov v teoriji grafov, sedaj znana kot izrek Kuratowskega
- ugotovitev istovetnosti urejenega para {\displaystyle (x,y)} z množico {\displaystyle \{\{x\},\{x,y\}\}}.